# Enrico Berlinguer
Enrico Berlinguer, italijanski politik, * 25. maj 1922, † 11. junij 1984.
Berlinguer je bil generalni sekretar Italijanske komunistične partije med letoma 1972 in 1984. Predvsem z njim je povezan pojem "evrokomunizem".